# NGC 4519
NGC 4519 је спирална галаксија у сазвежђу Девица која се налази на NGC листи објеката дубоког неба.
Деклинација објекта је + 8° 39' 18" а ректасцензија 12h 33m 30,2s. Привидна величина (магнитуда) објекта NGC 4519 износи 11,6 а фотографска магнитуда 12,3. Налази се на удаљености од 29,005 милиона парсека од Сунца. NGC 4519 је још познат и под ознакама UGC 7709, MCG 2-32-135, CGCG 70-167, VCC 1508, IRAS 12308+0856, PGC 41719.